# Ulrich Diem
Ulrich Diem (* 16. Oktober 1871 in Teufen AR; † 8. August 1957 in Speicher AR; heimatberechtigt in Schwellbrunn) war ein Schweizer Konservator, Autor, Gemeinderatsmitglied und Theaterdirektor aus Appenzell Ausserrhoden in St. Gallen.

## Leben
Ulrich Diem war ein Sohn des Metzgers und Gastwirts Johann Ulrich Diem. Er schloss mit dem Sekundarlehrerpatent in St. Gallen seine erste Ausbildung ab. Danach studierte er Philosophie an der Universität Bern; mit Promotion 1899 zum Dr. phil. Von 1894 bis 1907 arbeitete er als Zeichnungslehrer an der Knabenrealschule Bürgli in St. Gallen und war als solcher Pionier für eine Reform des Zeichenunterrichts. 1901 heiratete er Martha Rosalia Bernet.
Von 1904 bis 1920 war er Präsident des Kunstvereins St. Gallen, von 1907 bis 1953 Konservator am Kunstmuseum St. Gallen. Zwischenzeitlich, von 1917 und bis 1923, wirkte er als Zentralpräsident des Schweizer Kunstvereins. Von 1908 bis 1911, 1916 bis 1918 und 1922 bis 1926 war er Mitglied der Eidgenössischen Kunstkommission. 1912 bis 1951 war Ulrich Diem Präsident und 1939 bis 1946 Interimsdirektor des Stadttheaters St. Gallen. Ausserdem war er ein Mitbegründer der schweizerischen sowie der sankt-gallisch-appenzellischen Heimatschutzvereinigung. Ulrich Diem verfasste zahlreiche Werke zur sankt-gallischen Kunstpflege, zur Theatergeschichte sowie zum Zeichenunterricht und übte einen grossen Einfluss auf Kulturleben und -politik der Stadt St. Gallen in der ersten Hälfte des 20. Jahrhunderts aus. Zudem war er im Zeitraum von 1909 bis 1919 freisinniger Gemeinderat.